# 13411 OLRAP
13411 OLRAP è un asteroide della fascia principale. Scoperto nel 1999, presenta un'orbita caratterizzata da un semiasse maggiore pari a 2,6497162 UA e da un'eccentricità di 0,1888698, inclinata di 12,74385° rispetto all'eclittica.